# 文字コード表
文字コード表（もじ - ひょう）は、文字コード上に存在する文字を縦と横の面で表形式に一覧化したものを言う。
一般には、特定の文字コードにおける文字を、下位ビットを横に、上位ビットを縦にふり、その升目中に文字コード上の文字を入れたものである。

## 概要
文字コードは1次元上に存在するものであるが、直線状に一覧にしたのでは人間の目では認識しづらい。
そこで、それらを表にしたものが考え出されるようになった。
日本で平安時代に作られた日本語の仮名の五十音表のようなものも、文字コード表に類似するものであるといわれている。